# Century Child
Century Child (с англ. — «Дитя века») — четвёртый альбом группы Nightwish, вышедший в 2002 году на лейбле Spinefarm.
Century Child — первый альбом группы, в записи которого принял участие Марко Хиетала в качестве басиста и вокалиста. Его появление повлияло на музыку Nightwish. Марко исполнял некоторые партии вокала расщеплением, в отличие от ранее сотрудничавшего с Nightwish гроулера Тапио Вильска. Его манера игры на бас-гитаре медиатором также отличается от манеры игры пальцами, которую практиковал Сами Вянскя. Начиная с этого альбома Nightwish начали постепенно уходить от пауэр-метала.

## Издания
Spinefarm выпустил специальную редакцию этого альбома на двух CD в 2004 году. Она включает в себя диск, защищённый от копирования, с подписями участников группы и необычно выглядящий прозрачный диск с видео на кавер «Over the Hills and Far Away» Гэри Мура. Буклет так же содержит ID-код, с помощью которого владелец может загрузить из интернета полную версию альбома и три дополнительных композиции: «Nightwish», «The Forever Moments» и «Etiäinen». Все они взяты с первого демоальбома группы, записанного в то время, когда они были акустическим проектом.
Автор обложки — художник Маркус Майер.

## Список композиций
Слова и музыка всех песен — (если не указано иначе) Туомас Холопайнен.
| №   | Название | Длительность |
| --- | --- | ------------ |
| 1.  | «Bless the Child» | 6:12         |
| 2.  | «End of All Hope» | 3:54         |
| 3.  | «Dead to the World» | 4:19         |
| 4.  | «Ever Dream» | 4:43         |
| 5.  | «Slaying the Dreamer» (Туомас Холопайнен и Эмппу Вуоринен)                                                                       | 4:31         |
| 6.  | «Forever Yours» | 3:51         |
| 7.  | «Ocean Soul» | 4:14         |
| 8.  | «Feel For You» | 3:54         |
| 9.  | «The Phantom of the Opera» (Эндрю Ллойд Уэббер / Чарльз Харт, Ричард Стилгоу, Майк Батт)                                         | 4:09         |
| 10. | «Beauty of the Beast (Long Lost Love — One More Night to Live — Christabel)» (Марко Хиетала, Эмппу Вуоринен и Туомас Холопайнен) | 10:24        |

| №   | Название                       | Длительность |
| --- | ------------------------------ | ------------ |
| 11. | «Lagoon» (бонусный трек)       | 3:47         |
| 12. | «The Wayfarer» (бонусный трек) | 3:25         |
| 13. | «Bless the Child» (edit)       | 4:09         |
| 14. | «End of All Hope» (live)       | 4:12         |
| 15. | «Dead to the World» (live)     | 4:46         |

## Позиции в чартах
| Чарт                                | Позиция |
| ----------------------------------- | ------- |
| Австрия (Ö3 Austria)                | 15      |
| Финляндия (Suomen virallinen lista) | 1       |
| Франция (SNEP)                      | 32      |
| Германия (Offizielle Top 100)       | 5       |
| Нидерланды (Album Top 100)          | 41      |
| Норвегия (VG-lista)                 | 19      |
| Швеция (Sverigetopplistan)          | 39      |
| Швейцария (Schweizer Hitparade)     | 50      |

## Сертификация
| Страна    | Статус     | И.     |
| --------- | ---------- | ------ |
| Финляндия | 2× платина | [ 15 ] |

## Участники записи
- Туомас Холопайнен — композитор, клавишные
- Эмппу Вуоринен — гитара
- Юкка Невалайнен — ударные
- Тарья Турунен — вокал
- Марко Хиетала — бас-гитара, вокал

Гости:
- Сэм Хардвик — голос в «Bless the Child» и «Beauty of the Beast»